# Völkermarkt (stad)

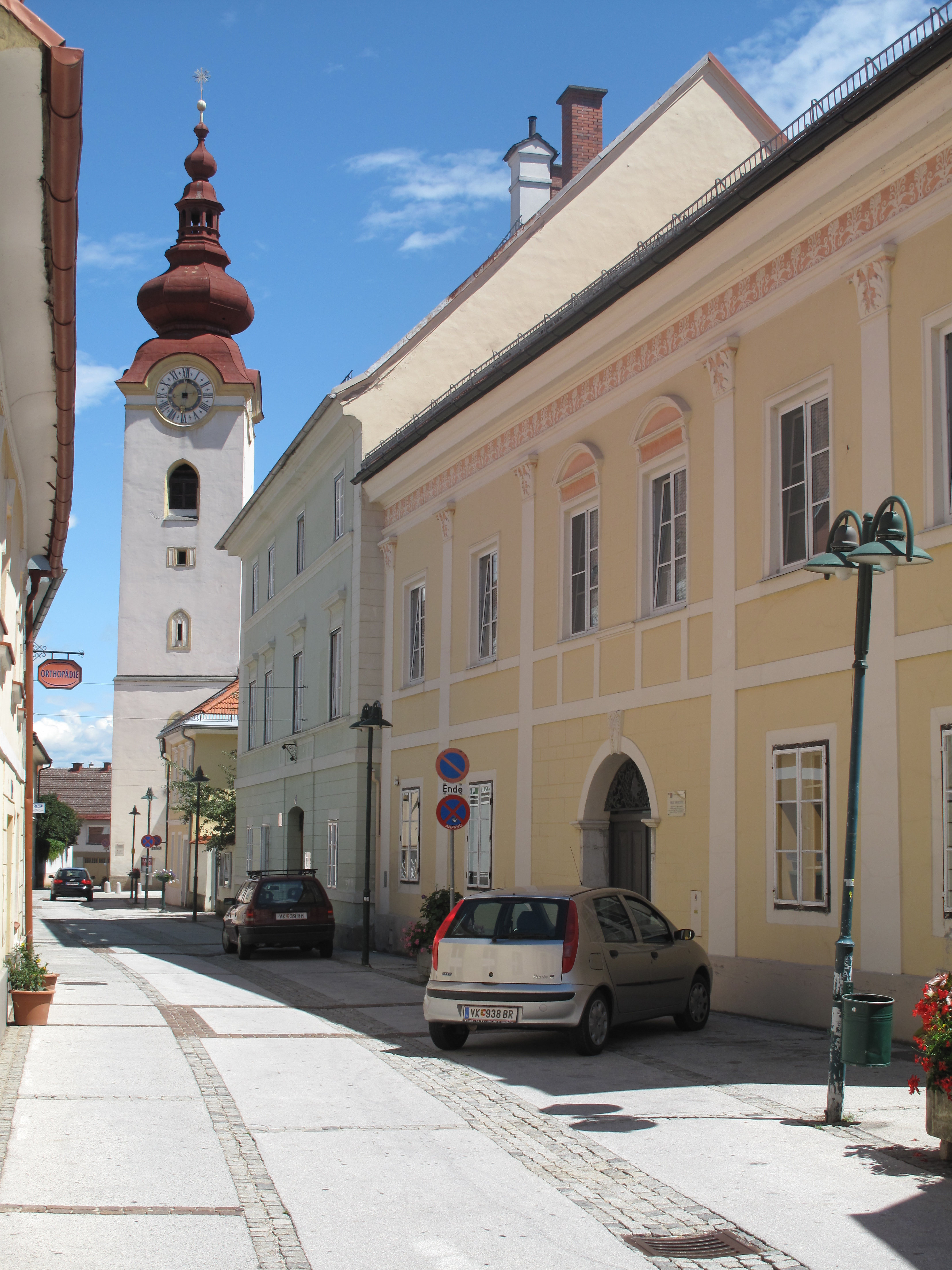
Völkermarkt, kerk

Völkermarkt (Sloveens: Velicovec) is een stadsgemeente in de Oostenrijkse deelstaat Karinthië, gelegen in het district Völkermarkt (VK). De gemeente heeft ruim 11.000 inwoners.

## Geografie
Völkermarkt heeft een oppervlakte van 137 km². Het ligt in het zuiden van het land.
Bleiburg ·
Diex ·
Eberndorf ·
Eisenkappel-Vellach ·
Feistritz ob Bleiburg ·
Gallizien ·
Globasnitz ·
Griffen ·
Neuhaus ·
Ruden ·
Sankt Kanzian am Klopeiner See ·
Sittersdorf ·
Völkermarkt
- Gemeinsame Normdatei: 4108335-0
- Library of Congress Control Number: n85016945
- MusicBrainz: 13545d9a-7509-49f2-bb35-3819885ace00
- Nationale Bibliotheek van Tsjechië: ge759126
- Nationale Bibliotheek van Israël: 987007564763305171
- Virtual International Authority File: 124393250
- WorldCat: E39PBJcKK7vdYFqRRhRwDjpQMP